# Xiaominrang
Xiaominrang, född 1378, död 1402, var en kinesisk kejsarinna, gift med Jianwen-kejsaren. 
Hon valdes ut att bli tronföljarens maka av första rangen, och blev därför hans kejsarinna då han 1399 besteg tronen. Paret fick två söner. Hon begick självmord när makens farbror erövrade tronen 1402. 